# 危险女人
《危险女人》（英語：Dangerous Woman）是美国歌手爱莉安娜·格兰德的第三张录音室专辑，由聯眾唱片发行于2016年5月20日。 这是她第二张录音室专辑《我的全部》（2014年发行）后发行的专辑，妮琪·米娜、李尔·韦恩、梅西·格雷和未來小子在专辑中客串演唱。專輯原來的名稱為《月光》，而《Focus》則為專輯原來的主打單曲。然而專輯名稱其後轉為《危險尤物》，而《Focus》則從專輯的曲目中移除。《危險尤物》主要為一張流行與節奏藍調專輯，並受到流行舞曲、迪斯科、浩室、陷阱與雷鬼風格的影響。格蘭德、馬克斯·馬丁與薩文·科特查為專輯的執行製作人，並參與專輯歌曲的寫作或製作工作，而伊利亞·薩勒曼扎德與托米·布朗等其他音樂家亦參與了專輯的寫作與製作工作。
專輯於美國告示牌200大專輯榜排行第2位，於首週獲得約175,000張专辑等价单位，包括約129,000張的實際銷量。《危險尤物》為格蘭德首張未能於美國取得冠軍的專輯，同時為她首張於英國的亞軍專輯。專輯亦同時登上澳洲、巴西、意大利、愛爾蘭、紐西蘭、西班牙與台灣的專輯榜亞軍，並打進全球多國排行榜前10位。专辑的首支单曲《危险女人》发行于2016年3月11日，於美國告示牌百強單曲榜最高登上第8位。第二支单曲《喜欢你》发行于2016年5月6日，於美國告示牌百強單曲榜最高登上第13位。第三支單曲《招搖》迎來饒舌歌手妮琪·米娜客串，發行後於美國告示牌百強單曲榜以及英國單曲排行榜第4位，成為專輯商業成績最好的單曲。專輯至今發行了3支宣傳單曲，分別為《好好的》、《让我爱你》（小韋恩客串）以及《Jason's Song (Gave It Away)》。
專輯於發行後前獲得樂評家整體正面的評價，並獲入選多個2016年年度最佳專輯排名榜。專輯亦入圍第59屆格萊美獎的「最佳流行演唱專輯」，同名歌曲也入圍「最佳流行歌手」。為了宣傳專輯，格蘭德於2016年MTV電影大獎、2016年公告牌音乐奖、2016年MTV音乐录影带大奖、與2016年全美音乐奖進行表演。她亦登上了《週六夜現場》作為主持人與音樂嘉賓。此外，格蘭德亦於2017年2月開始展開以專輯為主題的危險尤物巡迴演唱會。

## 背景
爱莉安娜在制作她的第二张专辑《我的全部》（2014年）之后便开始与她的朋友Tommy Brown和Victoria Monet为这张专辑录制歌曲，2015年，在蜜月巡回演唱会期间的整个夏天和秋天继续制作 。专辑原首支主打单曲《Focus》以單曲形式发行于2015年10月30日，首登公告牌百强单曲榜即达到最高第7位，在美国首周销量11.3万份，2016年1月26日，这支单曲销售与流媒体达到100万标准销量单位，被美国唱片业协会认证为白金，「Focus」並未被放入專輯裏，僅收錄在日本版的專輯中，比一般版多了這首歌，共16首。2016年1月22日，爱莉安娜完成了这张专辑的制作。
这张专辑原名为《月光》（[Moonlight] 错误：{{Lang}}：文本有斜体标记（帮助）），然而2016年1月，爱莉安娜在吉米·坎摩尔直播秀上透露仍未确定专辑的名称，可能会以专辑里的另外一首歌重新命名专辑的名称。2016年2月22日，爱莉安娜在她的Snapchat和Twitter账号上宣布了这张专辑的新名称《危险女人》（[Dangerous Woman] 错误：{{Lang}}：文本有斜体标记（帮助）），第二天，她在Instagram上发了一张图片并引用了埃及女权主义作家纳瓦勒·萨达维1977年的小说《冰点的女人》（[Woman at Point Zero] 错误：{{Lang}}：文本有斜体标记（帮助））：“他们说，‘你是一个野蛮和危险的女人。’我说的是事实，你的确是野蛮和危险的女人”（"They said, 'You are a savage and dangerous woman.' I am speaking the truth. And the truth is savage and dangerous"）。至于更改专辑名称的原因，爱莉安娜要做出行动要把自己塑造成一个更强的人，证明给粉丝看，她说：“《月光》是一首可爱的歌，这是一个可爱的名称，它真的很浪漫，很显然它把旧的音乐和新的音乐联系在一起，但‘危险女人’比较强大。……对我来说，一个危险的女人是不害怕坚定立场，诚实做她自己的女人“。

## 发行和宣传

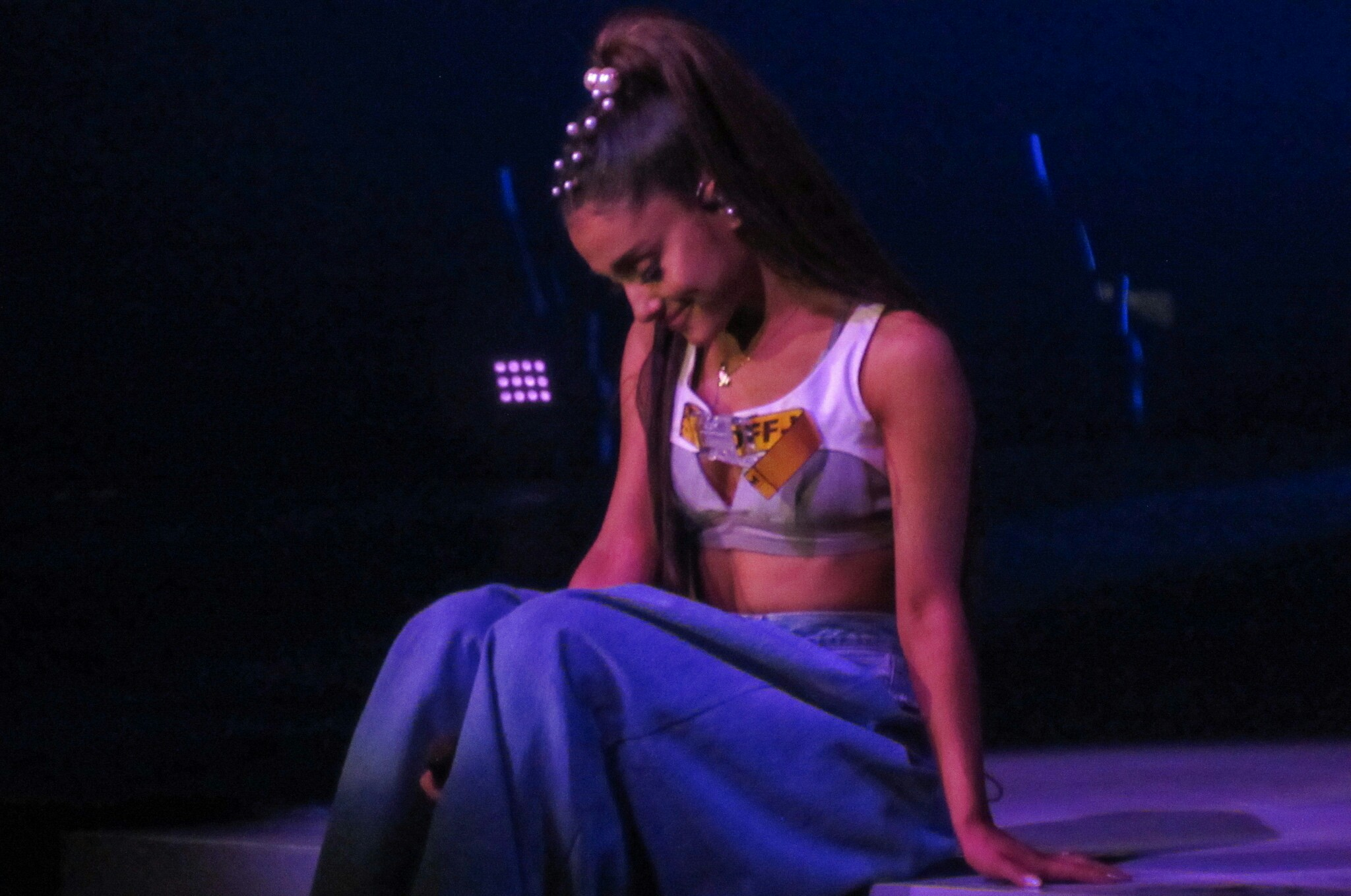
格蘭德於「Dangerous Woman Tour」上表演《想著你》。

格蘭德在2016年2月22日透過Snapchat確認專輯的正式名稱。兩天後，格蘭德成立了專輯的宣傳網站（現已與她的官方網站合併），包括一個格蘭德分享專輯新資訊的「茶」部分，以及一個售賣與專輯相關的商品的「商店」部分。 專輯的封面於2016年3月10日透過格蘭德的社交媒體帳戶以及官方網站發佈。2016年3月12日，格蘭德同時作為節目的主持人與音樂嘉賓登上全國廣播公司的《週六夜現場》，並演唱了《危險尤物》與《好好的》。4月，格蘭德於拉斯維加斯T-Mobile體育場的盛大開幕禮上進行《放下我》的首演，並於「2016年MTV電影大獎」上演唱了《危險尤物》。
2016年5月13日，格蘭德透過她的Instagram帳戶確認在專輯發行前每天都會有一首專輯新曲在Apple Music上獨佔公開。發行的歌曲順序為《每一天》（未來小子客串）、《貪心》、《招搖》（妮琪·米娜客串）、《有時候》、《放下我》（梅西·格雷客串）、《達陣》與《錯誤決定》。格蘭德透過多場電視節目演出宣傳專輯的發行，包括「2016年公告牌音乐奖」、「吉米·坎摩爾直播秀」與「早安美國」。5月25日，她於「美國之聲」第10季最後一集上演唱了《煞到你》，並與克莉絲汀·阿奎萊拉合唱了《危險尤物》。在6月於倫敦温布利球場舉行的Summertime Ball上，格蘭德在自己的演唱環節裡演唱了專輯裡的《危險尤物》》、《煞到你》以及《貪心》。格蘭德其後於「2016年MTV音樂錄影帶大獎」上與米娜合作演出以宣傳專輯第三支單曲。她亦於2016年9月8日亮相「今夜秀」。2016年11月20日，格蘭德與米娜於「2016年全美音樂獎」演唱了《招搖》，格蘭德亦贏得「年度藝人」獎項。2016年12月，格蘭德作為四位演出者之一參加了iHeartRadio的「Jingle Ball」演出。

### 巡迴演唱會
主題目：危險尤物巡迴演唱會
格蘭德在2016年5月於《危險尤物》網站上確認巡迴演唱會的計劃。2016年9月9日，她公佈了「危險尤物巡迴演唱會」首輪巡迴階段的舉行日期，2016年9月20日開始進行演唱會門票的預售，並於9月24日正式發售門票。演唱會首場在2017年2月3日於鳳凰城舉行。
2017年5月22日，在英格蘭曼徹斯特競技場的演唱會結束後，發生了自殺式恐怖襲擊，造成23人死亡、119人受傷。格蘭德並未有因襲擊而受傷，其後在她的推特帳戶對事故的受難者進行弔唁。

## 单曲
專輯的同名主單曲《危險尤物》於2016年3月11日聯同專輯在iTunes Store上的預售發行。歌曲發行首週售出約118,000首的下載量，並空降告示牌百強單曲榜第10位，成為格蘭德第7支打進前10位的單曲，同時是她第5支空降前10位的單曲。單曲使格蘭德成為榜單57年歷史以來首位從出道專輯起連續三張專輯獲得空降前10位的主打單曲。單曲其後於2016年3月15日被派往電台，並於發行第11週登上榜首最高第8位。2016年6月，《危險尤物》獲美國唱片業協會認證為白金唱片。歌曲其後獲提名「第59屆格林美獎」的「最佳流行表演」獎項。
第二支單曲《煞到你》於2016年5月6日於線上音樂平台發行。歌曲於2016年6月28日被派往美國當代流行電台以及節奏電台。歌曲發行首週空降美國告示牌百強榜第83位，並於8月27日、在榜第13週時從第22位登上最高第13位。，受益於歌曲於iTunes Store的0.69美元促銷。因意歌曲成為專輯《危險尤物》裡第2支打進美國榜單前20位的單曲。《煞到你》亦同時打進多國榜單的前20位。歌曲最高登上英國單曲排行榜第14位，成為其於當地第6支前20位單曲。
《招搖》（妮琪·米娜客串）於2016年8月30日作為專輯第三支單曲發行。歌曲首週於美國告示牌百強單曲榜空降第31位，其後於2016年11月21日最高登上榜單第4位，成為專輯首支打進前5位的單曲。歌曲同時為格蘭德第二支、米娜首支美國主流四十強單曲榜電台榜的冠軍單曲。2016年12月7日，《招搖》獲美國唱片業協會認證為白金唱片，相當於達到100萬張銷售單位。在國際上，歌曲最高登上英國單曲排行榜以及加拿大百強單曲榜第4位、澳洲單曲榜第3位以及紐西蘭單曲榜第2位。歌曲的音樂錄像帶由漢娜·路克斯·戴維斯負責拍攝，並在2016年8月28日於美國服裝品牌Guess網站作首映。
《每一天》（未来小子客串）於2017年1月10日作為專輯的第四支以及最後一支單曲發行。單曲於2017年1月10日被派往當代節奏電台列表，以及在2017年2月14日被派往美國當代流行電台。歌曲的歌詞錄影帶於2017年2月1日於Vevo上公開，而音樂錄影帶則於2017年2月27日公開。《每一天》空降美國告示牌百強單曲榜第85位，其後最高登上第55位。

### 宣傳單曲
首支宣傳單曲《好好的》於2016年3月18日發行。歌曲首週空降美國告示牌百強單曲榜最高第43位。
第二支宣傳單曲《讓我愛你》（小韋恩客串）於2016年4月18日發行。歌曲首週空降美國告示牌百強單曲榜最高第99位。
第三支宣傳單曲《Jason's Song (Gave It Away)》於2016年9月16日發行。

## 评价
| 綜合得分   | 綜合得分 |
| 來源       | 評分     |
| ---------- | -------- |
|            | 76/100   |
| 評論得分   |          |
| 來源       | 評分     |
| Allmusic   | [ 60 ]   |
| 影音俱樂部 | B        |
| 娱乐周刊   | B+       |
| Idolator   | [ 63 ]   |
| 新音乐快递 | 4/5      |
| 觀察家報   | [ 65 ]   |
| Pitchfork  | 7.6/10   |
| 滾石       | [ 67 ]   |
| 偏锋杂志   | [ 68 ]   |
| Spin       | 6/10     |

### 年終排名
| 評論者／出版物      | 列表                         | 排名   | 來源   |
| ------------------- | ---------------------------- | ------ | ------ |
| 衛星音樂            | 2016年最佳專輯               | 45     | [ 70 ] |
| 《Complex》         | 2016年50佳專輯               | 49     | [ 71 ] |
| 數碼間諜            | 2016年20佳專輯               | 4      | [ 72 ] |
| 《娱樂週刊》        | 2016年50佳專輯               | 27     | [ 73 ] |
| Fuse                | 2016年20佳專輯               | 6      | [ 74 ] |
| Idolator            | 2016年10佳專輯               | 10     | [ 75 ] |
| 《Pitchfork Media》 | 2016年20佳流行及節奏藍調專輯 | 不適用 | [ 76 ] |
| 《衛報》            | 2016年40佳專輯               | 30     | [ 77 ] |
| 《滾石》            | 2016年20佳專輯               | 11     | [ 78 ] |
| 《告示牌》          | 2016年50佳專輯               | 22     | [ 79 ] |

## 商业表现
在美國，《危險尤物》首週以空降告示牌200大專輯榜亞軍位置，緊隨於德瑞克的《傲視》。專輯獲得約175,000張专辑等价单位，包括約129,000張的實際銷量。專輯在第二週下降至第6位，售出約50,000張专辑等价单位，而第三週則於約33,000張专辑等价单位下降至第7位。2021年4月12日，專輯獲美國唱片業協會認證為雙白金唱片，代表達到200萬張专辑等价单位。截至2020年6月，專輯在美國的實際銷量達到429,000張。
在日本，專輯首週以20,811張的銷量空降公信榜季軍位置，刷新格蘭德在當地專輯的第二高排名。專輯在第二週下降至第8位，售出11,950張。在第三週，專輯以7,022張的銷量繼續排行第8位。2016年6月，專輯已經在當地售出約50,000張。2016年9月，專輯獲日本唱片協會認證為金唱片，相當於達到100,000張的出貨量。
在英國，專輯首週於英國專輯排行榜亞軍位置，成為格蘭德在當地的首張亞軍專輯。專輯亦同時打進澳洲、巴西、冰島、意大利、荷蘭、紐西蘭、挪威、西班牙與台灣專輯排行榜的亞軍位置。根據IFPI於2016年底的數據，《危險尤物》於全球一共售出900,000張實際銷量，成為當年全球第28暢銷專輯。

## 曲目列表
| 标准版   | 标准版                                                          | 标准版 | 标准版                              | 标准版 |
| 曲序     | 曲目                                                            | 词曲 | 制作人                              | 时长   |
| -------- | --------------------------------------------------------------- | --- | ----------------------------------- | ------ |
| 1.       | 月光 Moonlight                                                  | 爱莉安娜·格兰德 汤米·布朗 （ 英语 ： Tommy Brown (record producer)） 维多利亚·麦坎茨 （ 英语 ： Victoria Monet） 彼得·李·約翰逊                             | TB Hits （ 英语 ： Tommy Brown (record producer)）               | 3:22   |
| 2.       | 危险女人 Dangerous Woman                                        | 约翰·卡尔森 （ 英语 ： Carolina Liar） 罗斯·戈兰 （ 英语 ： Ross Golan） 馬克斯·馬丁                                                    | 馬丁 卡尔森                         | 3:56   |
| 3.       | 好好的 Be Alright                                               | 格兰德 布朗 麦坎茨 哈立德·罗哈姆 （ 英语 ： Twice as Nice） 尼古拉斯·奥迪诺 （ 英语 ： Twice as Nice） 刘易斯·休斯 （ 英语 ： Twice as Nice） 威利·塔法 | Twice as Nice （ 英语 ： Twice as Nice） TB Hits | 2:57   |
| 4.       | 喜欢你 Into You                                                 | 格兰德 馬丁 Savan Kotecha Alexander Kronlund （ 英语 ： Alexander Kronlund） Ilya Salmanzadeh （ 英语 ： Ilya Salmanzadeh）                        | 馬丁 Salmanzadeh                    | 4:04   |
| 5.       | 招摇（妮琪·米娜伴唱） Side to Side (featuring Nicki Minaj)      | 格兰德 Salmanzadeh 馬丁 奥妮卡·迈拉婕 Kronlund Kotecha                                                           | 馬丁 Salmanzadeh                    | 3:46   |
| 6.       | 让我爱你（李尔·韦恩伴唱） Let Me Love You (featuring Lil Wayne) | 格兰德 布朗 麦坎茨 Steven Franks 杜威·卡特                                                                       | TB Hits Mr. Franks                  | 3:43   |
| 7.       | 贪心 Greedy                                                     | 馬丁 Kotecha Kronlund Salmanzadeh                                                                                | 馬丁 Salmanzadeh                    | 3:34   |
| 8.       | 放下我（梅西·格雷伴唱） Leave Me Lonely (featuring Macy Gray)   | 布朗 Franks Thomas Parker Lumpkins 麦坎茨                                                                        | TB Hits Mr. Franks Lumpkins         | 3:49   |
| 9.       | 每一天（未来小子伴唱） Everyday (featuring Future)              | 格兰德 Kotecha Salmanzadeh Nayvadius Wilburn                                                                     | Salmanzadeh                         | 3:14   |
| 10.      | 有时候 Sometimes                                                | 马丁 Kotecha Salmanzadeh Svensson                                                                                | 马丁 Salmanzadeh                    | 3:46   |
| 11.      | 不在乎 I Don't Care                                             | 格兰德 Travis Sayles Franks 布朗 Michael Foster McCants                                                          | TB Hits Mr. Franks Travesty         | 2:58   |
| 总时长： | 总时长：                                                        | 总时长： | 总时长：                            | 39:08  |

| 豪华版和北美版 | 豪华版和北美版                        | 豪华版和北美版                                          | 豪华版和北美版            | 豪华版和北美版 |
| 曲序           | 曲目                                  | 词曲                                                    | 制作人                    | 时长           |
| -------------- | ------------------------------------- | ------------------------------------------------------- | ------------------------- | -------------- |
| 12.            | 错误决定 Bad Decisions                | 格兰德 马丁 Kotecha Salmanzadeh                         | 马丁 Salmanzadeh          | 3:46           |
| 13.            | 触及 Touch It                         | 马丁 Kotecha Svensson Ali Payami                        | 马丁 Payami               | 4:20           |
| 14.            | 早知道/归宿 Knew Better / Forever Boy | 格兰德 Franks McCants Foster Ryan Matthew Tedder 格兰德 | TB Hits Mr. Franks Tedder | 4:59           |
| 15.            | 想你 Thinking Bout You                | Svensson Angelides Hindlin Lépine                       | Svensson Billboard        | 3:20           |
| 总时长：       | 总时长：                              | 总时长：                                                | 总时长：                  | 55:34          |

| 日本版 加值曲目 | 日本版 加值曲目 | 日本版 加值曲目              | 日本版 加值曲目 | 日本版 加值曲目 |
| 曲序            | 曲目            | 词曲                         | 制作人          | 时长            |
| --------------- | --------------- | ---------------------------- | --------------- | --------------- |
| 16.             | Focus           | 格兰德 Kotecha Svensson Ilya | Ilya 马丁       | 3:31            |
| 总时长：        | 总时长：        | 总时长：                     | 总时长：        | 59:05           |

| 塔吉特版 加值曲目 | 塔吉特版 加值曲目           | 塔吉特版 加值曲目                                                                    | 塔吉特版 加值曲目                 | 塔吉特版 加值曲目 |
| 曲序              | 曲目                        | 词曲                                                                                 | 制作人                            | 时长              |
| ----------------- | --------------------------- | ------------------------------------------------------------------------------------ | --------------------------------- | ----------------- |
| 16.               | Step On Up                  | 格兰德 McCants Audino Shane Stevens （ 英语 ： Shane Stevens (songwriter)） Ryan Vojtesak Hughes Jamil Chammas | Vojtesak Twice as Nice 格兰德     | 3:01              |
| 17.               | Jason's Song (Gave It Away) | 格兰德 Jason Robert Brown （ 英语 ： Jason Robert Brown）                                              | Jason Robert Brown Jeffrey Lesser | 4:25              |
| 总时长：          | 总时长：                    | 总时长：                                                                             | 总时长：                          | 1:03:00           |

| 日本特价版 加值曲 | 日本特价版 加值曲 | 日本特价版 加值曲            | 日本特价版 加值曲 | 日本特价版 加值曲 |
| 曲序              | 曲目              | 词曲                         | 制作人            | 时长              |
| ----------------- | ----------------- | ---------------------------- | ----------------- | ----------------- |
| 18.               | Focus             | 格兰德 Kotecha Svensson Ilya | Ilya 马丁         | 3:31              |
| 总时长：          | 总时长：          | 总时长：                     | 总时长：          | 1:06:31           |

| 日本豪华版 加值DVD | 日本豪华版 加值DVD           |
| 曲序               | 曲目                         |
| ------------------ | ---------------------------- |
| 1.                 | Dangerous Woman (Visual 1)   |
| 2.                 | Dangerous Woman (a cappella) |
| 3.                 | Focus (music video)          |
| 4.                 | Focus (lyric video)          |

## 制作人员
資料來自專輯內頁。
聲樂貢獻
- 爱莉安娜·格兰德 – 主唱
- 妮琪·米娜 – 客串藝人（曲目5）
- 小韋恩 – 客串藝人（曲目6）
- 梅西·格雷 – 客串藝人（曲目8）
- 未來小子 – 客串藝人（曲目9）
- 馬克斯·馬丁 – 和聲
- 伊利亞·薩勒曼扎德（英语：Ilya Salmanzadeh） – 和聲
- 薩文·科特查 – 和聲
- 約翰·卡爾森（英语：Carolina Liar） – 和聲
- 維多利亞·麥考特（英语：Victoria Monét） – 和聲
- 克蘿伊·安熱利代斯（英语：Chloe Angelides） – 和聲
- 羅斯·高倫（英语：Ross Golan） – 和聲
- 亞歷山大·柯蘭倫德（英语：Alexander Kronlund） – 和聲
- 達耶·傑克（英语：Daye Jack） – 和聲
- 喬·吉利 – 和聲
- 陶拉·斯廷森 – 和聲
- 格拉納達·格里斯佩 – 和聲
- 托米·帕克 – 和聲
- 山姆·霍蘭德 – 附加和聲
- 珍妮·施瓦茨 – 附加和聲
- 諾亞「郵箱」帕索沃伊 – 附加和聲
- 西爾克·洛倫岑 – 附加和聲
- 傑里米·萊爾托拉 – 附加和聲
- 帕特里克·多諾萬 – 附加和聲

技術貢獻 （不包括於曲目列表提及的詞曲作者與製作人）
- 維多利亞·蒙奈特·麥肯斯 – 聲樂製作
- 托米·布朗（英语：Tommy Brown (record producer)） – 製作、編程、工程、電子琴、打擊樂器、電低音結他、鼓、聲樂製作
- 塞班·根亞 – 混音
- 湯姆・柯尼（英语：Tom Coyne (music engineer)） – 母帶（英语：Audio mastering）
- 美林·彩 – 母帶
- 彼得·李·約翰遜 – 弦樂
- 克里斯托弗·特魯伊 – 工程
- 尼古拉斯·奧迪諾 – 工程、編程、電子琴、電低音結他、打擊樂器、鼓
- 約翰·哈內斯 – 混音工程
- 史蒂文·弗蘭克斯 – 結他、編程、打擊樂器、鼓、製作、電子琴
- 德恩斯特·埃米爾二世（英语：D'Mile） – 電低音結他
- 約翰·卡爾森 – 聲樂製作、結他、原聲結他、鋼琴、合成器、鈴鼓、編程
- 馬克斯·馬丁 – 聲樂製作、編程、電子琴、結他、電低音結他、打擊樂器
- 彼得·卡森 – 工程、聲樂工程、聲樂錄製、聲樂製作
- 山姆·霍蘭德 – 工程
- 科裡·布萊斯 – 工程
- 海布・哈立德 – 編程、電子琴、電低音結他、打擊樂器
- 薩文·科特查 – 聲樂錄製
- 伊利亞·薩勒曼扎德（英语：Ilya Salmanzadeh） – 編程、電子琴、結他、電低音結他、打擊樂器、聲樂製作
- 奧布「大果汁」萊恩 – 錄製
- 喬爾・梅茨勒 – 工程
- 喬丹·席爾瓦– 工程
- 馬蒂亞斯·比倫德 – 弦樂編排、弦樂、錄製
- 馬蒂亞斯·喬韓森 – 小提琴
- 大衛·布科夫斯基– 大提琴
- 喬納斯·桑德 – 法國號編排、錄製、色士風
- 史蒂芬·菲丁 – 長號
- 卡爾·奧蘭德森 – 小號
- 史蒂芬·佩爾森 – 小號
- 托馬斯·帕克·蘭普金斯 – 編程
- 麥克倫登先生 – 製作
- 克里斯托弗·特魯伊 – 工程
- 傑里米·萊爾托拉 – 結他
- 彼得·斯文森 – 編程、電子琴、結他、電低音結他、打擊樂器
- 特拉維斯·塞爾斯 – 製作、編程、電子琴、電低音結他
- 邁克爾·福斯特 – 編程、打擊樂器
- 瑞恩·馬修·泰德 – 編程、電子琴、電低音結他
- 東方三博士 – 製作
- 羅倫·曼二世 – 鼓（附加）
- 喬希·康納利 – 結他
- 阿里·帕雅米（英语：Ali Payami） – 編程、電子琴、結他、電低音結他、打擊樂器
- 邁克·福斯特 – 詞曲作者
- 喬·薩拉薩爾 – 詞曲作者
- 告示牌 – 編程、電子琴、電低音結他、打擊樂器

## 榜單
| 榜單（2016年－2021年）                    | 最高 位置 |
| ----------------------------------------- | --------- |
| 澳大利亞（ARIA專輯榜）                    | 1         |
| 奧地利（奧地利Ö3專輯榜）                  | 5         |
| 比利時法蘭德斯（Ultratop專輯榜）          | 2         |
| 比利時瓦隆（Ultratop專輯榜）              | 6         |
| 巴西（ABPD專輯榜）                        | 1         |
| 加拿大（《告示牌》Canadian Albums Chart） | 2         |
| 捷克（ČNS IFPI專輯榜）                    | 10        |
| 丹麥（Hitlisten專輯榜）                   | 5         |
| 荷蘭（MegaCharts專輯榜）                  | 1         |
| 芬蘭（Suomen virallinen lista專輯榜）     | 6         |
| 法國（SNEP專輯榜）                        | 8         |
| 德國（Offizielle Top 100專輯榜）          | 6         |
| 希臘（IFPI專輯榜）                        | 4         |
| 匈牙利（MAHASZ專輯榜）                    | 39        |
| 愛爾蘭（IRMA專輯榜）                      | 1         |
| 義大利（FIMI專輯榜）                      | 1         |
| 日本（《告示牌》熱門專輯榜）              | 2         |
| 日本（Oricon專輯榜）                      | 2         |
| 墨西哥（墨西哥熱門百強榜）                | 1         |
| 紐西蘭（RMNZ專輯榜）                      | 1         |
| 挪威（VG-lista專輯榜）                    | 1         |
| 波蘭（ZPAV專輯榜）                        | 8         |
| 葡萄牙（AFP專輯榜）                       | 4         |
| 蘇格蘭（OCC專輯榜）                       | 3         |
| 斯洛伐克（ČNS IFPI專輯榜）                | 72        |
| 韓國（Gaon專輯榜）                        | 21        |
| 西班牙（PROMUSICAE專輯榜）                | 1         |
| 瑞典（Sverigetopplistan專輯榜）           | 4         |
| 瑞士（Schweizer Hitparade專輯榜）         | 3         |
| 英國（OCC專輯榜）                         | 1         |
| 美国（《告示牌》200）                     | 2         |

| 榜單（2016年）                            | 位置 |
| ----------------------------------------- | ---- |
| 澳大利亞（ARIA專輯榜）                    | 53   |
| 比利時法蘭德斯（Ultratop專輯榜）          | 75   |
| 比利時瓦隆（Ultratop專輯榜）              | 122  |
| 加拿大（《告示牌》Canadian Albums Chart） | 18   |
| 丹麥（Hitlisten專輯榜）                   | 24   |
| 荷蘭（MegaCharts專輯榜）                  | 29   |
| 法國（SNEP專輯榜）                        | 100  |
| 愛爾蘭（IRMA專輯榜）                      | 36   |
| 意大利（FIMI專輯榜                        | 49   |
| 日本（《告示牌》熱門專輯榜）              | 41   |
| 日本（Oricon專輯榜）                      | 49   |
| 墨西哥（墨西哥熱門百強榜）                | 31   |
| 紐西蘭（RMNZ專輯榜）                      | 43   |
| 西班牙（PROMUSICAE專輯榜）                | 56   |
| 瑞典（Sverigetopplistan專輯榜）           | 24   |
| 英國（OCC專輯榜）                         | 62   |
| 美國（《告示牌》200）                     | 26   |

| 榜單（2017年）                            | 位置 |
| ----------------------------------------- | ---- |
| 澳大利亞（ARIA專輯榜）                    | 67   |
| 加拿大（《告示牌》Canadian Albums Chart） | 26   |
| 丹麥（Hitlisten專輯榜）                   | 46   |
| 法國（SNEP專輯榜）                        | 176  |
| 日本（《告示牌》熱門專輯榜）              | 79   |
| 墨西哥（墨西哥熱門百強榜）                | 57   |
| 紐西蘭（RMNZ專輯榜）                      | 31   |
| 瑞典（Sverigetopplistan專輯榜）           | 45   |
| 英國（OCC專輯榜）                         | 66   |
| 美國（《告示牌》200）                     | 38   |

| 榜單（2018年）         | 位置 |
| ---------------------- | ---- |
| 澳大利亞（ARIA專輯榜） | 89   |
| 英國（OCC專輯榜）      | 100  |
| 美國（《告示牌》200）  | 162  |

| 榜單（2019年）                   | 位置 |
| -------------------------------- | ---- |
| 比利時法蘭德斯（Ultratop專輯榜） | 171  |
| 美國（《告示牌》200）            | 192  |

| 榜單（2021年）     | 位置 |
| ------------------ | ---- |
| 波蘭（ZPAV專輯榜） | 75   |

| 榜單（2010年－2019年） | 位置 |
| ---------------------- | ---- |
| 美國（《告示牌》200）  | 122  |

## 認證與銷量
| 地區                                                       | 认证    | 认证单位/销量 |
| ---------------------------------------------------------- | ------- | ------------- |
| 澳大利亚（澳大利亚唱片业协会）                             | 白金    | 70,000‡       |
| 奥地利（國際唱片業協會奧地利分會）                         | 白金    | 15,000*       |
| 巴西（巴西唱片業協會）                                     | 2× 白金 | 80,000‡       |
| 加拿大（加拿大音乐协会）                                   | 3× 白金 | 240,000‡      |
| 丹麦（國際唱片業協會丹麥分會）                             | 2× 白金 | 40,000‡       |
| 法国（法國唱片出版業公會）                                 | 白金    | 100,000‡      |
| 德国（聯邦音樂產業協會）                                   | 金      | 100,000‡      |
| 意大利（意大利音乐产业联盟）                               | 白金    | 50,000‡       |
| 日本（日本唱片協會）                                       | 金      | 100,000^      |
| 墨西哥（墨西哥音像製品協會）                               | 3× 白金 | 180,000‡      |
| 挪威（國際唱片業協會挪威分会）                             | 2× 白金 | 40,000*       |
| 波兰（波蘭音像製造商協會）                                 | 4× 白金 | 80,000‡       |
| 新加坡（新加坡唱片業協會）                                 | 2× 白金 | 20,000*       |
| 瑞典（瑞典唱片業協會）                                     | 金      | 20,000‡       |
| 瑞士（國際唱片業協會瑞士分会）                             | 3× 白金 | 60,000‡       |
| 英国（英国唱片业协会）                                     | 白金    | 480,000       |
| 美国（美國唱片業協會）                                     | 2× 白金 | 2,000,000‡    |
| *僅含認證的實際銷量 ^僅含認證的出貨量 ‡僅含認證的+實際銷量 |         |               |

## 发行历史
| 地區 | 日期           | 版本   | 形式        | 廠牌      | 來源            |
| ---- | -------------- | ------ | ----------- | --------- | --------------- |
| 多國 | 2016年5月20日  | 標準版 | CD 線上下載 | 聯眾 環球 | [ 91 ]          |
| 多國 | 2016年5月20日  | 豪華版 | CD 線上下載 | 聯眾 環球 | [ 91 ]          |
| 美國 | 2016年9月9日   | 豪華版 | 密紋唱片    | 聯眾      | [ 179 ] [ 180 ] |
| 日本 | 2016年11月18日 | 聖誕版 | CD          | 環球      | [ 181 ]         |

## 備註
1. ↑  《Jason's Song (Give It Away)》原為專輯日本版以及目標版的獨佔歌曲。然而在格蘭德於「今夜秀」的表演後，歌曲提供線上下載的版本，並於2016年9月20日作為宣傳單曲發行。